# Vortice di fuoco

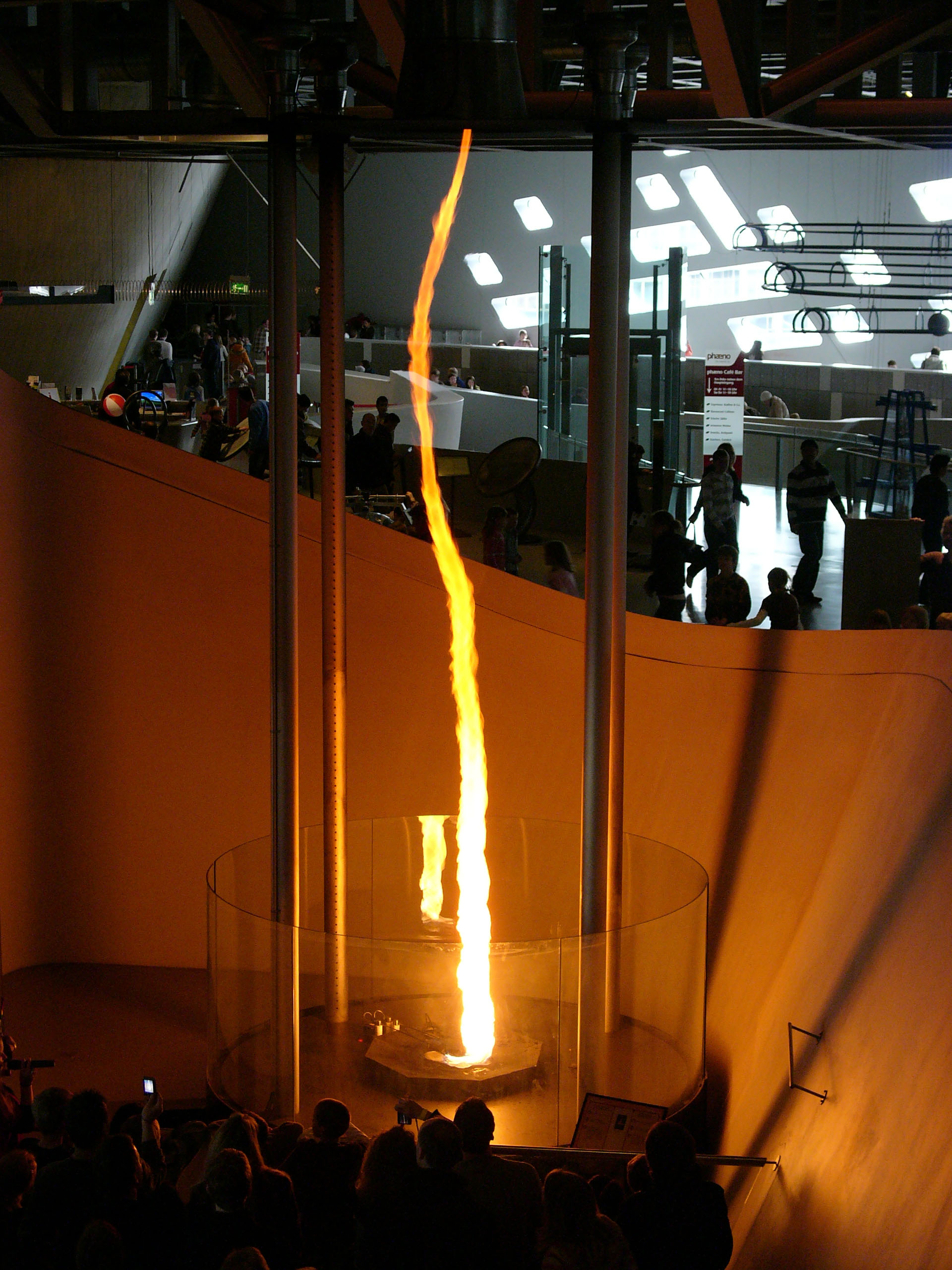
Esempio di vortice di fuoco

Per vortice di fuoco (in inglese fire whirl o firenado), noto anche come diavolo di fuoco, si intende un raro fenomeno in cui in un incendio, a determinate condizioni (a seconda della temperatura dell'aria e delle correnti), una "lingua" di fuoco inizia a ruotare formando un vortice, o un mini-tornado.

## Descrizione
La maggior parte dei vortici di fuoco sono generati da incendi, e si formano quando sono presenti una corrente ascensionale calda e una convergenza proveniente dall'incendio. Essi vanno di solito dai 10 ai 50 metri d'altezza, pochi metri di larghezza, e durano una manciata di minuti. Tuttavia alcuni possono essere alti più di un chilometro, scatenare venti di oltre 160 km/h e persistere per più di 20 minuti.
Un drammatico esempio risale al 1923, durante il grande terremoto del Kantō, in Giappone, che innescò vari incendi, i quali diedero origine ad una gigantesca tempesta di fuoco e produssero un enorme vortice di fuoco che uccise 38 000 persone in quindici minuti. Un altro esempio sono i vortici di fuoco che si svilupparono dopo che un fulmine colpì un deposito di petrolio vicino a San Luis Obispo, in California, il 7 aprile 1926, molti dei quali produssero significativi danni strutturali, uccidendo due persone; in quest'occasione migliaia di trombe d'aria furono prodotte nei quattro giorni di incendio.